# Diunt
Diunt is een buurtschap  in de gemeente Breda in de Nederlandse provincie Noord-Brabant. Het ligt in het zuiden van de gemeente, even ten noorden van verzorgingsplaats Hazeldonk, twee kilometer ten westen van Galder en grenzend aan de westkant van de A16. De Diunt ligt ten zuiden van de Galderse Meren.
Hoofdplaats: Breda      Dorpen / stadswijken: Bavel (deels) · Effen · Ginneken · Prinsenbeek · Princenhage · Teteringen · Ulvenhout (deels) 

Buurtschappen: Achterste Rith · Bolberg · Diunt · Eikberg · 
IJpelaar · Lage Aard · Lies · Lijndonk · Overa · Rith · Roosberg · Strikberg · Tervoort · Vaareind · Verloren Hoek · Vuchtschoot · Westrik

Noord-Brabant: Steden en dorpen      Nederland: Provincies · Gemeenten